# Uppsala Stift
Uppsala Stift, indtil 1973 også kaldet Uppsala Ærkestift, er et stift i Svenska kyrkan i Sverige, som omfatter hele Uppsala og Gävleborg län samt dele af Stockholms og Västmanlands län.
Stiftet har 10 provstier, 66 pastorater og 127 sogne.
Fra 1990 er to biskopper i Uppsala stift. Ærkebiskop Antje Jackelén fungerer som biskop over Uppsala provsti, mens Ragnar Persenius er biskop over stiftets øvrige område.

## Historie
Uppsala stift blev oprettet i 1164 i og med, at der blev udnævnt en ærkebiskop for Sverige, og at han snart fik sæde i Gamle Uppsala.
Frem til reformationen i 1500-tallet var det dog den danske ærkebiskop i Lund, der havde overhøjheden over kirken i Sverige.
Før 1164 var Sigtuna sædet for biskoppen i Uppland. I de første år efter 1164 fungerede Gamla Uppsala kyrka som stiftets domkirke. I 1273 blev biskoppens sæde flyttet lidt mod syd, og den nuværende by Uppsala opstod. I 1287 begyndte man at bygge Uppsala Domkirke, der dog først kunne indvies i 1435.
Fra begyndelsen omfattede Uppsala Stift alle landskaber i de nordlige dele af det nuværende Sverige og i den nordligste del af det nuværende Finland. Desuden kom bonderepublikken Jæmtland under stiftet. Verdsligt set blev Jæmtland dog norsk allerede i 1178.
Efterhånden blev de nordlige dele af stiftet udskilt til selvstændige stifter.

## Bisperække

### Katolske ærkebiskopper
- 1164-1185 Stefan
- 1185-1187 Johannes
- 1187-1197 Petrus
- 1198-1206 Olov Lambatunga
- 1207-1219 Valerius
- 1219(1224)-1234 Olov Basatömer
- 1236-1255 Jarler
- 1255-1267 Lars
- 1274-1277 Folke Johansson Ängel
- 1278-1281 Jakob Israelsson
- 1281-1284 Johan Odulfsson
- 1285-1289 Magnus Bosson
- 1289-1291 Johan
- 1292-1305 Nils Allesson
- 1308-1314 Nils Kettilsson
- 1315-1332 Olov Björnsson
- 1332-1341 Petrus Filipsson
- 1341-1351 Heming Nilsson
- 1351-1366 Petrus Torkilsson
- 1366-1383 Birger Gregersson
- 1383-1408 Henrik Karlsson
- 1408-1421 Johannes Gerechini
- 1421-1432 Johan Håkansson
- 1432-1438 Olaus Laurentii
- 1433-1434 Arnold Klementssøn
- 1438-1448 Nicolaus Ragvaldi
- 1448-1467 Jöns Bengtsson Oxenstierna
- 1468-1469 Tord Pedersson (Bonde)
- 1469-1515 Jakob Ulfsson
- 1515-1517 Gustaf Trolle
- 1520-1521 Gustaf Trolle
- 1523-1544 Johannes Magnus (i landflygtighed efter 1526)
- 1544-1557 Olaus Magnus (in exile)

### Lutherske ærkebiskopper
- 1531-1573 Laurentius Petri Nericius
- 1575-1579 Laurentius Petri Gothus
- 1583-1591 Andreas Laurentii Björnram
- 1593-1599 Abraham Angermannus
- 1599-1600 Nicolaus Olai Bothniensis
- 1601-1609 Olaus Martini
- 1609-1636 Petrus Kenicius
- 1637-1646 Laurentius Paulinus Gothus
- 1647-1669 Johannes Canuti Lenaeus
- 1670-1676 Lars Stigzelius
- 1677-1681 Johan Baazius den yngre
- 1681-1700 Olaus Swebilius
- 1700-1709 Erik Benzelius den ældre
- 1711-1714 Haquin Spegel
- 1714-1730 Mathias Steuchius
- 1730-1742 Joannes Steuchius
- 1742-1743 Erik Benzelius den yngre
- 1744-1747 Jakob Benzelius
- 1747-1758 Henric Benzelius
- 1758-1764 Samuel Troilius
- 1764-1775 Magnus Beronius
- 1775-1786 Carl Fredrik Mennander
- 1786-1803 Uno von Troil
- 1805-1819 Jacob Axelsson Lindblom
- 1819-1836 Carl von Rosenstein
- 1837-1839 Johan Olof Wallin
- 1839-1851 Carl Fredrik af Wingård
- 1852-1855 Hans Olov Holmström
- 1856-1870 Henrik Reuterdahl
- 1870-1900 Anton Niklas Sundberg
- 1900-1913 Johan August Ekman
- 1914-1931 Nathan Söderblom
- 1931-1950 Erling Eidem
- 1950-1958 Yngve Brilioth
- 1958-1967 Gunnar Hultgren
- 1967-1972 Ruben Josefson
- 1972-1983 Olof Sundby
- 1983-1993 Bertil Werkström
- 1993-1997 Gunnar Weman
- 1997-2006 Karl Gustav Hammar
- 2006-2014 Anders Wejryd
- 2014- Antje Jackelén